# Cordón umbilical

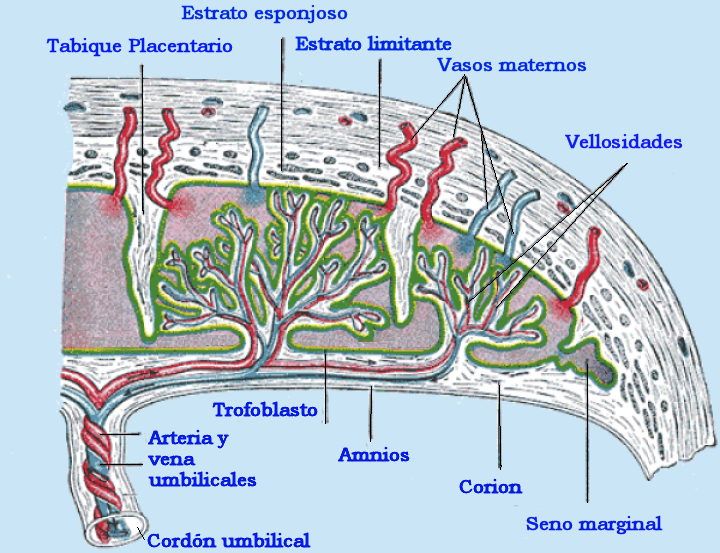
Ilustración de la placenta con cordón umbilical (abajo)

En mamíferos placentarios, el cordón umbilical es un cordón que une un embrión en vías de desarrollo o feto a su placenta. Contiene arterias principales y venas (las arterias umbilicales y vena umbilical) para el intercambio de sustancias nutritivas y sangre rica en oxígeno, entre el embrión y la placenta. Cuando el feto nace, el cordón umbilical se corta y se deja solo una pequeña cicatriz (el ombligo).
El término "cordón umbilical" o solamente "umbilical" ha sido usado también para cuerdas con funciones similares, como la manguera de aire que une a un buzo de alta mar a su barco o un astronauta a su nave espacial.

## En humanos
En el feto humano, el cordón umbilical es por lo general, de unos 56 cm de longitud y de 1 a 2 cm de diámetro. Dicha longitud puede variar desde la acordia, que es la ausencia del cordón umbilical, hasta más de 300 cm. Los cordones umbilicales son de naturaleza helicoidal, con hasta 380 hélices. En promedio el cordón umbilical tiene 10 a 11 hélices. Por razones que se desconocen, la mayoría de los cordones giran o rotan hacia la izquierda. Más del 5% de los cordones son más cortos de 35 cm, y otro 5% miden más de 80 cm.
Contiene dos arterias umbilicales y una vena umbilical, inmersas en la gelatina de Wharton.
Recientemente, se ha descubierto que la sangre del cordón umbilical es una fuente fácilmente disponible de células madre que se pueden utilizar para el trasplante de médula destruida al tratar leucemia.
En ciertos casos el cordón umbilical se dona a hospitales públicos. En España, por ejemplo, el almacenamiento de los mismos se lleva a cabo en los bancos públicos de cordón umbilical, de los que hay siete homologados en ese país (Madrid, Galicia, Málaga, Asturias, Tenerife, Valencia y Barcelona). En otros casos procede de hermanos seleccionados a partir de diagnóstico genético preimplantacional (véase Hermano salvador). Posteriormente, se lo utiliza para realizar trasplantes de células madre adultas obtenidas de la sangre del cordón umbilical, una alternativa más eficaz al tradicional trasplante de médula ósea, ya que disminuye la probabilidad de rechazo y mejora y acelera el resultado terapéutico.
Lo normal es que en el cordón umbilical existan dos arterias y una vena. La anomalía más frecuente del cordón umbilical es la presencia de solo dos vasos: una arteria y una vena, denominada arteria umbilical única (AUU).

## Patologías del cordón umbilical

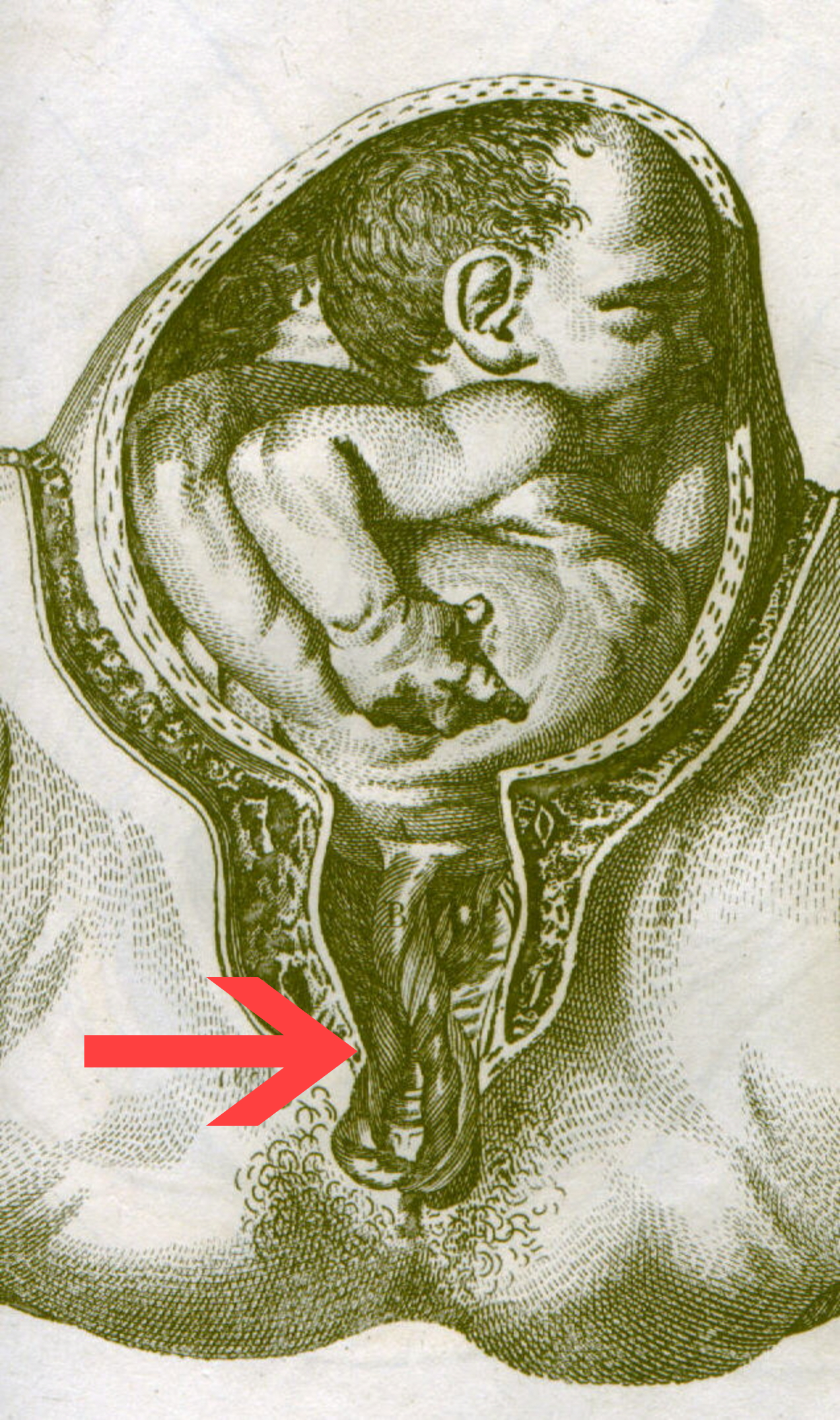
Prolapso del cordón umbilical, ilustrado por William Smellie, 1792

Las complicaciones del cordón umbilical en el embarazo son múltiples, y van desde nudos falsos, que no tienen significado clínico, hasta la vasa previa, que a menudo conduce a la muerte fetal.
Como la ecografía prenatal se vuelve cada vez más sofisticadas, muchas de estas complicaciones están siendo diagnosticados en el útero. Sin embargo, muchas no son evidentes antes del parto y la única indicación está relacionada con su asociación con ciertas patologías, tales como gemelos monocoriónicos y desprendimiento placentario. Las anormalidades y trastornos más frecuentes que afectan al cordón umbilical antes del nacimiento y que pueden causar desafíos para la vida del feto y de su madre incluyen:
- Circular del cordón: el cordón se enrolla alrededor de una parte el feto, habitualmente el cuello.
- Arteria umbilical única: es la ausencia de una de las dos arterias umbilicales.
- Prolapso de cordón: salida del cordón por el canal del parto antes del feto.
- Nudo de cordón umbilical: se presentan en menos del 1.5% de los embarazos.
- Inserción velamentosa de cordón: los vasos del cordón se separan antes de llegar a la placenta.
- Vasa previa: cuando de una inserción velamentosa, algún vaso pasa por el orificio cervical antes que el feto.

## Sangre del cordón umbilical
La sangre del cordón umbilical no solamente tiene células madre hematopoyéticas (con capacidad de formar varios tipos de células sanguíneas) también tienen células madre mesenquimales con lo cual pueden dar células neuronales, células óseas, músculo cardíaco y otras células musculares. Los resultados de numerosos ensayos clínicos indican que hay menos posibilidades de tener un rechazo de trasplante realizando un trasplante alogénico, entre distintas personas, de sangre del cordón umbilical que en el caso del trasplante de médula ósea. Según la comunidad científica, la razón más probable de este hecho es que las células del sistema inmunitario del recién nacido están menos desarrolladas que en el adulto. Se han puesto en marcha bancos de cordones que almacenan cordones umbilicales para utilizarlos en trasplantes a personas compatibles.